# Johann Adam Klein

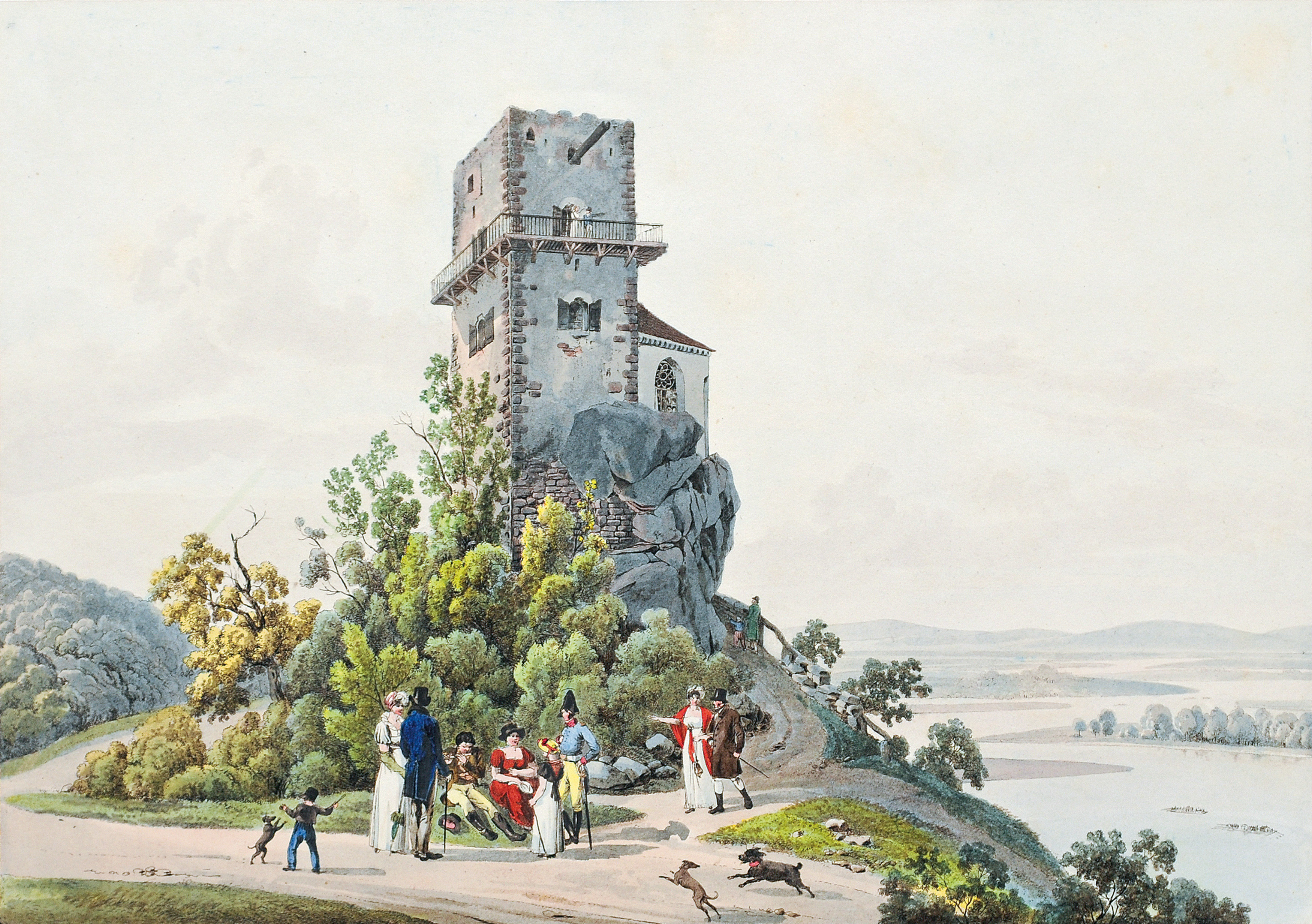
Das Bergschloss Greifenstein an der Donau, 1812

Johann Adam Klein (* 24. November 1792 in Nürnberg; † 21. Mai 1875 in München) war ein deutscher Maler und Kupferstecher des Biedermeiers.

## Leben und Werk
Bereits mit acht Jahren bekam Klein Zeichenunterricht durch den Maler Georg Christoph von Bemmel. 1802 besuchte er die Nürnberger Zeichenschule unter Gustav Philipp Zwinger, 1805 wurde er Lehrling im Atelier des Kupferstechers Ambrosius Gabler, bei dem er die Technik des Radierens und Ätzens erlernte. Gabler erkannte Kleins Begabung für die Tierzeichnung und schickte ihn studienhalber auf Viehmärkte. Mit Empfehlung des Nürnberger Kunsthändlers Johann Friedrich Frauenholz ging Klein 1811 nach Wien, wo er sich an der Akademie weiter ausbildete. Angeregt durch die Napoleonischen Kriege zeichnete und radierte er detailgenau die Soldaten der Kriegsparteien in ihren Uniformen und mit ihrer Bagage, ihren Pferden und Fuhrwerken.
1815 wieder in Nürnberg, machte er im Auftrag des Grafen Erwin von Schönborn eine Rheinreise. 1816 ging er mit dem befreundeten Zeichner und Radierer Johann Christoph Erhard erneut nach Wien, wo er durch den Fürsten Metternich unterstützt wurde, der ihn nach Ungarn schickte, um Pferdestudien zu machen. Weitere Reisen boten ihm Stoff für seine Zeichnungen: Im September 1818 wanderte er durch die Steyrischen Gebirge und an den Traunsee und den Hallstätter See, 1819 machte er sich über die Schweiz auf den Weg nach Italien und befreundete sich mit den deutschen Künstlern in Rom. 1823 heiratete er Karoline Wüst und blieb bis zu ihrem Tod 1837 in Nürnberg; nach ihrem Tod zog er nach München und verheiratete sich 1839 mit der Witwe des Kupferstechers Wolf. In München starb er mit 83 Jahren am 21. Mai 1875.
Klein war ein typischer Maler des Biedermeier. Aus künstlerischer Sicht sind seine Druckgraphik mit über 2.000 Blatt sowie seine Studienblätter und Aquarelle höher zu bewerten als seine Ölbilder, die vornehmlich ab 1816 entstanden. In beidem finden sich Anklänge an seine Vorbilder, die Tiermaler Wilhelm von Kobell und Johann Elias Ridinger sowie niederländische Maler des 17. Jahrhunderts wie Karel Dujardin, Philips Wouwerman und Adriaen van de Velde. In seiner Genremalerei überwiegen Darstellungen von Tieren und hier besonders Pferden. Bei deren Darstellungen legte Klein besonderen Wert auf die Ausarbeitung der Besonderheiten der verschiedenen Rassen. Seine Druckgraphik wurde von Frauenholz und der Zehschen Buchhandlung in Nürnberg und anderen Graphikverlegern herausgegeben.

## Werke (Auszug)
- Zwei Dragoner mit Pferden, um 1812. Gouache auf Papier, 25 × 32 cm, Heeresgeschichtliches Museum, Wien.
- Schloß Weissenstein ob Pommersfelden und Schloß Hallburg bei Würzburg, 1815 und 1816, Aquarelle, 25 × 33 cm, Schloss Weißenstein
- Österreichische Ulanen überfallen einen französischen Train, um 1815. Öl auf Leinwand, 30 × 41 cm, Heeresgeschichtliches Museum, Wien
- Das Bergschloss Greifenstein an der Donau, 1812, kolorierte Radierung, Liechtenstein Museum, Wien
- Radirungen, um 1890. Digitalisierte Ausgabe

## Ehrungen

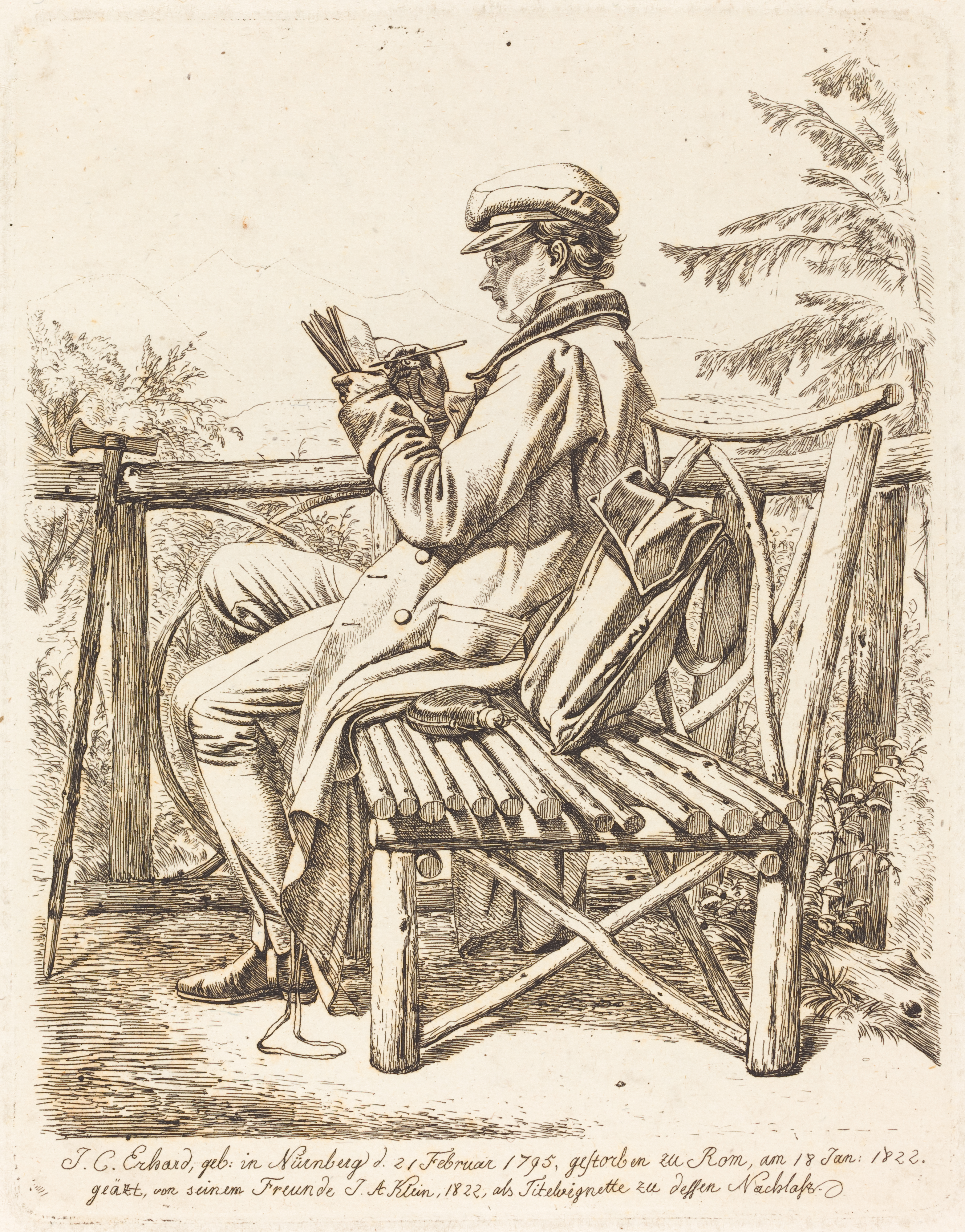
J. A. Klein: Porträt des J. C. Erhard auf einer Bank im Park Aigen bei Salzburg, 1822

- Herzoglich Sächsisch-Ernestinischer Verdienstorden